# Замок герцогов Бретонских
Замок герцогов Бретонских (фр. Château des ducs de Bretagne, брет. Kastell Duged Breizh) — замок (шато) в Нанте, считающийся историческим центром герцогства Бретань (сейчас Нант и его департамент Луара Атлантическая входят, после раздела Бретани в 1941 году, в регион Земли Луары). Стоит на правом берегу Луары; ранее вода во рву вокруг замка сообщалась с рекой.

## История
Донжон замка заложен был в 937 году при графе Нантском и герцоге Бретонском Алене II Кривобородом.
В XIII—XVI веках эамок являлся резиденцией герцогов Бретани, а после присоединения Бретани к французской короне — бретонской резиденцией королей Франции. В 1598 году в замке бретонских герцогов останавливался Генрих IV, прибывший в город для подписания Нантского эдикта (само подписание произошло не в замке, а в ныне не существующем здании).
С 1862 года замок объявлен историческим памятником. В настоящее время в замке находится Музей истории Нанта.

## Реставрация
С 1990-х годов осуществляется масштабная программа реставрации и ремонта замка с целью вернуть ему славу исторического символа Нанта и Бретани. После 15 лет реставрационных работ и трёх лет, в продолжении которых замок был закрыт для публики, он был открыт 9 февраля 2007 г. и является популярным объектом туризма.
В восстановленном здании располагается Музей истории Нанта (32 зала). В музее более 850 экспонатов и ряд мультимедийных программ.
Популярной является прогулка по крепостным стенам (500 м в окружности), с неё открывается вид не только на строения и дворы замка, но и на город.

### Семь разделов экспозиции
- Замок, Нант и Бретань до XVI в.
- Нант — дочь Реки и Океана
- Торговля и «чёрное золото»: XVIII век
- Нант в годы Революции
- Колониальный и промышленный порт (1815—1940)
- Формирование нового города
- Великий город Атлантики сегодня и завтра

### Подсветка
Ночная подсветка Нантского замка разработана Сильви Сьег и Пьером Негром из «Ателье Люмьер», получила премию на конкурсе Lumiville в 2007 году.